# Liste der Baudenkmale in Sottrum
In der Liste der Baudenkmale in Sottrum sind alle Baudenkmale der niedersächsischen Gemeinde Sottrum aufgelistet. Die Quelle der Baudenkmale ist der Denkmalatlas Niedersachsen. Der Stand der Liste ist der 10. November 2020.

## Allgemein
In den Spalten befinden sich folgende Informationen:
- Lage: die Adresse des Baudenkmales und die geographischen Koordinaten. Kartenansicht, um Koordinaten zu setzen. In der Kartenansicht sind Baudenkmale ohne Koordinaten mit einem roten Marker dargestellt und können in der Karte gesetzt werden. Baudenkmale ohne Bild sind mit einem blauen Marker gekennzeichnet, Baudenkmale mit Bild mit einem grünen Marker.
- Bezeichnung: Bezeichnung des Baudenkmales
- Beschreibung: die Beschreibung des Baudenkmales. Unter § 3 Abs. 2 NDSchG werden Einzeldenkmale und unter § 3 Abs. 3 NDSchG Gruppen baulicher Anlagen und deren Bestandteile ausgewiesen.
- ID: die Objekt-ID des Baudenkmales
- Bild: ein Bild des Baudenkmales, ggf. zusätzlich mit einem Link zu weiteren Fotos des Baudenkmals im Medienarchiv Wikimedia Commons. Wenn man auf das Kamerasymbol klickt, können Fotos zu Baudenkmalen aus dieser Liste hochgeladen werden:

## Sottrum

### Gruppe: Hofanlage Alte Dorfstraße 100
Die Gruppe „Hofanlage Alte Dorfstraße 100“ umfasst den Hof mit den Gebäuden des 19. Jahrhunderts und den umgebenden Baumbestand. Sie hat die ID 31019607.

| Lage                                           | Bezeichnung              | Beschreibung                                                                              | ID       | Bild |
| ---------------------------------------------- | ------------------------ | ----------------------------------------------------------------------------------------- | -------- | ---- |
| Alte Dorfstraße 100 53° 6′ 42″ N, 9° 12′ 23″ O | Wohn-/Wirtschaftsgebäude | Zweiständer-Hallenhaus von 1832 mit reetgedeckten Krüppelwalmdach, Wohnteil 1934 erneuert | 31031185 | BW   |
| Alte Dorfstraße 100 53° 6′ 42″ N, 9° 12′ 24″ O | Scheune                  | Fachwerkscheune mit Querdurchfahrt vom ausgehenden 19. Jahrhundert mit Satteldach         | 31031207 | BW   |

### Gruppe: Kirchhof Sottrum
Die Gruppe „Kirchhof Sottrum“ besteht aus der Kirche und dem umgebenden Kirchhof mit den Grabmalen und Kriegerdenkmalen.

| Lage                                  | Bezeichnung | Beschreibung | ID       | Bild           |
| ------------------------------------- | ----------- | --- | -------- | -------------- |
| Kirchstraße 53° 7′ 0″ N, 9° 13′ 46″ O | Kirche      | Die evangelische Kirche wurde 1737 erbaut. Es ist ein Saalbau mit einem älteren Westturm. Im Inneren befindet sich eine Plastik des heiligen Georg, er befindet sich im Kampf mit einem Drachen. Der Kanzelaltar ist aus dem Jahr 1737, die Kanzel aus Sandstein aus dem Jahr 1609. Weiter befinden sich zwei Gemälde aus der ersten Hälfte des 18. Jahrhunderts in der Kirche. | 31031320 | Weitere Bilder |
| Kirchstraße 53° 7′ 0″ N, 9° 13′ 45″ O | Kirchhof    | Der Kirchhof wurde bis 1897 auch als Friedhof genutzt. Dort befindet sich neben der Gruft der Familie von Hassel auch Ehrenmale für die Gefallenen der beiden Weltkriege. 2012 wurde der Kirchhof umgestaltet. | 50425945 | BW             |

### Einzelbaudenkmale
| Lage                                       | Bezeichnung              | Beschreibung | ID       | Bild |
| ------------------------------------------ | ------------------------ | --- | -------- | ---- |
| Am Eichkamp 53° 6′ 49″ N, 9° 13′ 41″ O     | Kriegerdenkmal           | Ehrenmal für die Gefallenen des Deutsch-Deutschen- (1866) und des Deutsch-Französischen Krieges (1870/1871) vom Ende des 19. Jahrhunderts als Steinobelisk mit Lorbeerkranz auf einem Sockel und mit aufgesetztem Tatzenkreuz | 31031243 | BW   |
| Große Straße 23 53° 6′ 59″ N, 9° 13′ 55″ O | Wohn-/Wirtschaftsgebäude | Zweiständer-Hallenhaus aus dem 19. Jahrhundert in fachwerk mit Krüppelwalmdach, Wirtschaftsgiebel um 1900 in Backstein erneuert                                                                                               | 31031280 |      |
| Lindenstraße 46 53° 6′ 15″ N, 9° 13′ 53″ O | Wohn-/Wirtschaftsgebäude | Zweiständer-Hallenhaus von 1847 in Fachwerk mit Krüppelwalmdach | 31031361 |      |

### Ehemalige Baudenkmale
| Lage                                           | Bezeichnung              | Beschreibung | ID       | Bild |
| ---------------------------------------------- | ------------------------ | --- | -------- | ---- |
| Alte Dorfstraße 105 53° 6′ 41″ N, 9° 12′ 26″ O | Wohn-/Wirtschaftsgebäude | Das Fachwerkgebäude unter einem reetgedeckten Halbwalmdach wurde wegen der Veränderungen 1992 aus dem Denkmalverzeichnis gestrichen. | 31031227 | BW   |
| Auf der Riege 5 53° 6′ 47″ N, 9° 14′ 5″ O      | Wohn-/Wirtschaftsgebäude | Das Fachwerkgebäude unter einem Halbwalmdach wurde wegen der Veränderungen 1992 aus dem Denkmalverzeichnis gestrichen. | 31031264 | BW   |
| Große Straße 30 53° 6′ 57″ N, 9° 13′ 56″ O     | Wohnhaus                 | Das Fachwerkgebäude mit wohl massiven Erdgeschoss und portalähnlichem Eingang wurde wegen der Veränderungen 1991 aus dem Denkmalverzeichnis gestrichen. | 31031303 | BW   |
| Kreuzweg 2 53° 7′ 0″ N, 9° 13′ 46″ O           | Kirche                   | Die evangelisch-freikirchliche Zionskirche wurde 1964 als eingeschossiges Backsteingebäude unter einem Satteldach mit Dachreiter durch den Zimmermeister Hermann Miesner aus Hassendorf erbaut. Das Gemeindehaus ist als eingeschossiges Gebäude mit Flachdach ausgeführt. Ab 2024 wurden die Gebäude nicht mehr im Denkmalverzeichnis geführt. | 53721740 | BW   |

## Stuckenborstel
| Lage                                       | Bezeichnung              | Beschreibung | ID       | Bild |
| ------------------------------------------ | ------------------------ | --- | -------- | ---- |
| Eichenweg 5 53° 6′ 26″ N, 9° 11′ 37″ O     | Wohn-/Wirtschaftsgebäude | Zweiständer-Hallenhaus von 1785 in Fachwerk mit Krüppelwalmdach und Niedersachsengiebel | 31031409 |      |
| Eichenweg 4 53° 6′ 26″ N, 9° 11′ 35″ O     | Wohn-/Wirtschaftsgebäude | Zweiständer-Hallenhaus von um 1840 in Fachwerk mit Krüppelwalmdach; 1928 umgebaut, Wohngiebel massiv erneuert | 31031385 |      |
| Inselweg 15 53° 6′ 18″ N, 9° 11′ 28″ O     | Herrenhaus               | 1631 wurde das Herrenhaus des Ritterguts Stuckenborstel als eingeschossiges Fachwerkgebäude mit Zwerchhaus unter einem Satteldach errichtet und 1732 erheblich in Backstein umgebaut.                              | 31031432 | BW   |
| Mühlenstraße 26 53° 6′ 17″ N, 9° 11′ 19″ O | Mühle                    | 1790 wurde die zweigeschossige Wassermühle mit Wasserrad und Wehr unter einem Krüppelwalmdach errichtet. Nach 1900 erfolgte eine Erneuerung des Gebäudes. 1987 wurde die Mühle saniert und das Wasserrad erneuert. | 31031456 |      |
| Mühlenstraße 26 53° 6′ 17″ N, 9° 11′ 19″ O | Gewässer                 | Die durch das dreiteilige Wehr aufgestaute Wieste dient der Mühle als Wasserreservoir | 50036381 | BW   |

### Ehemalige Baudenkmale
| Lage                                                  | Bezeichnung              | Beschreibung | ID       | Bild |
| ----------------------------------------------------- | ------------------------ | --- | -------- | ---- |
| Mühlenstraße 26 53° 6′ 47″ N, 9° 14′ 5″ O             | Wohn-/Wirtschaftsgebäude | Das eingeschossige Fachwerkgebäude (Brettmanns Haus) wurde 1860 unter einem Satteldach errichtet. Wegen der Veränderungen wurde das Gebäude ab 2021 nicht mehr im Denkmalverzeichnis geführt. | 50425879 | BW   |
| Stuckenborsteler Straße 48 53° 6′ 27″ N, 9° 11′ 10″ O | Wohn-/Wirtschaftsgebäude | Das Zweiständer-Hallenhaus unter einem reetgedeckten Halbwalmdach wurde bereits 1992 nach den Veränderungen am Gebäude wieder aus dem Denkmalverzeichnis gestrichen.                          | 31031480 | BW   |